# Zhangzhou
Zhangzhou (chiń. 漳州; pinyin Zhāngzhōu) – miasto o statusie prefektury miejskiej w południowo-wschodnich Chinach, w prowincji Fujian. W 2010 roku liczba mieszkańców miasta wynosiła 683 716. Prefektura miejska w 1999 roku liczyła 4 454 861 mieszkańców. Ośrodek turystyki, szkolnictwa wyższego, przemysłu spożywczego, włókienniczego, chemicznego, maszynowego, metalowego, precyzyjnego i elektronicznego; w okolicy miasta znajdują się tereny rolnicze (m.in. uprawa kwiatów, zwłaszcza narcyzów i drzew mandarynkowych) oraz duża lotniskowa baza wojskowa.
Miasto leży nad rzeką Xi oraz w bliskim położeniu wokół miast Xiamen oraz Quanzhou. Większość mieszkańców posługuje się językiem minnańskim, natomiast oficjalnym językiem miasta uznawanym przez władze miasta oraz używanym w handlu oraz przedsiębiorczości jest standardowy język mandaryński.

## Historia
Miasto rozpoczęło szybki rozwój dopiero w XX wieku. W latach 1932–1934 miasto było okupowane przez wojska Chińskiej Republiki Rad oraz partyzantów komunistycznych dowodnych przez Mao Zedonga. W czasie powojennej wojny domowej w chinach miasto byłą główna bazą zaopatrzeniową dla komunistów. Do miasta docierały statki z pomocą radziecką przez co Zhangzhou stało się strategicznym celem zarówno dla komunistów jak walczących z nimi nacjonalistów. Po wygranej przez komunistów wojny w 1949 roku miasto rozpoczęło szybki rozwój. Obecnie w Zhangzhou mieszka ponad 4 milionów ludzi, co czyni miasto trzecim pod względem liczby ludności miastem prowincji Fujian.

## Podział administracyjny
Prefektura miejska Zhangzhou podzielona jest na:
- 2 dzielnice: Xiangcheng, Longwen,
- miasto: Longhai,
- 8 powiatów: Yunxiao, Zhangpu, Zhao’an, Changtai, Dongshan, Nanjing, Pinghe, Hua’an.

## Miasta partnerskie
- Isahaya